# Liste Élite des joueurs protégés par la convention FFR/LNR
La liste Élite des joueurs protégés par la convention FFR/LNR est une liste de joueurs qui prévoit des périodes de récupération et de mise à disposition pour l'équipe de France de rugby à XV grâce à la convention signé entre la Fédération française de rugby et la Ligue nationale de rugby.
En 2014-2015, cette liste de 30 joueurs sert principalement à limiter le nombre de matchs des joueurs qui vont disputer la Coupe du monde 2015. Depuis 2016, la liste prévoit une large période de repos à l'intersaison puis des semaines de mise à disposition des joueurs par les clubs avant les matchs de l'équipe de France de rugby à XV. En 2017, la liste est élargie à 45 joueurs.
À partir de 2020, la Fédération française de rugby n'utilise plus de liste de joueurs définie pour la saison mais privilégie la convocation de groupes élargis et une plus grande mise à disposition des joueurs par les clubs lors des rassemblements de l'équipe de France pour permettre à l'encadrement de l'équipe de préparer plus de joueurs et d'organiser des entraînements à haute intensité avec la possibilité d'effectuer quelques rotations des joueurs.

## Historique

### 2014-2015: Groupe XV de France
En décembre 2013, la convention entre la Fédération française de rugby et la Ligue nationale de rugby définit pour la première fois un groupe XV de France qui vise à préserver la santé des joueurs pour la saison précédent la Coupe du monde 2015. Cette liste permet à 30 joueurs de ne pas disputer plus de 30 matches dans la saison 2014-2015 (amicaux, championnat et internationaux) hors phases finales pour la période du 1er juin 2014 et au 31 mai 2015. Un match n'est comptabilisé que dès lors que le temps de jeu effectif du joueur est d'au moins 20 minutes. L'encadrement du XV de France annonce le groupe le 28 mai 2014 :

### 2016-2017: une liste Élite et une liste Développement
En décembre 2015, après l'échec de la France à la Coupe du monde 2015, les présidents de la FFR et de la LNR forment conjointement une cellule technique du XV de France qui doit présenter des propositions visant à améliorer sa compétitivité. En avril 2016, la cellule rend aux présidents Pierre Camou et Paul Goze un rapport où figurent quinze propositions. Parmi celles-ci, plusieurs concernent la gestion des joueurs de l'équipe de France. La cellule technique propose de former une liste de 30 joueurs «élite» et 30 joueurs «développement» pour permettre un suivi personnalisé des internationaux, une intersaison adaptée, une mise à disposition étendue des internationaux de la liste «élite», une période de repos durant la saison et une compensation financière aux clubs réévaluée.
En juin 2016, la FFR annonce qu'une nouvelle convention pour la période 2016-2020 avec la LNR a été signée,. Ayant pris note des propositions de la Cellule Technique, LNR et FFR décident de mettre en place une liste Élite de 30 joueurs ainsi qu'une liste Développement de 30 éléments également. Cette nouvelle convention prévoit quelques nouveautés en faveur du XV de France :
- Un suivi concerté des joueurs des listes Élite et Développement entre l’encadrement du XV de France et des clubs de Top 14, à travers la mise en place d’un contrat d’objectif partagé.
- L’aménagement de l'intersaison des 30 joueurs de la Liste Élite : Ces joueurs ne pourront disputer aucun match amical ou officiel pendant une période de 8 semaines consécutives.
- La mise à disposition des joueurs sera renforcée :
  - Pour la période internationale de novembre, les joueurs sélectionnés seront mis à disposition du XV de France 15 jours avant le premier test-match,
  - Pour le Tournoi des 6 nations, le XV de France disposera des joueurs de la Liste Élite pendant 8 semaines consécutives : les joueurs sélectionnés seront mis à disposition 15 jours avant le premier match du Tournoi et lors des deux week-ends situés entre les matchs du Tournoi. La décision de retour en club des joueurs de la Liste Élite sera prise par le sélectionneur du XV de France.
- L’accord intègre également les dispositions spécifiques qui s’appliqueront lors de la saison de la Coupe du monde 2019.

Au total, les internationaux seront à la disposition du XV de France pendant 120 jours, soit 28 de plus qu'avec le dispositif précédent. Cette nouvelle convention FFR/LNR est également validée par la Ligue le 9 juillet 2016 lors de son assemblée générale.
Le 10 juillet 2016, la Fédération française de rugby annonce la nouvelle liste Élite et la liste Développement :
Louis Picamoles et Virimi Vakatawa ne figurent pas dans la liste Élite car ils ne sont pas sous contrat avec un club français mais respectivement avec le club anglais des Northampton Saints et avec la FFR.

### 2017-2018: la liste Groupe France élargie à 45 joueurs
En 2017, Bernard Laporte, nouveau président de la Fédération française de rugby, souhaite mettre une quarantaine d'internationaux français sous contrat la moitié de l'année avec la fédération pour permettre aux joueurs d'avoir plus de temps de préparation avec le XV de France. La FFR entre alors en conflit avec la Ligue nationale de rugby qui s'oppose à la mise en place de contrats fédéraux. En mars, le comité directeur de la fédération refuse de valider les calendriers de Top 14 et de Pro D2 proposés par la LNR tant qu'aucun accord n'aura été conclu sur la réforme du statut des joueurs internationaux. La LNR et douze clubs du Top 14 réaffirment eux leur «totale opposition» au principe des contrats fédéraux, et estime qu'un «projet qui repose sur un statut juridique inapplicable n'est en rien nécessaire à la recherche de l'optimisation des conditions de préparation de l'équipe de France».
En juin, les deux institutions se mettent d'accord sur un avenant à l'actuelle convention FFR/LNR pour élargir la liste des joueurs internationaux « protégés » de 30 à 45 joueurs et étendre la période d'intersaison pendant laquelle les internationaux membres de cette «liste Groupe France» ne pourront disputer aucun match, même amical, de huit à dix semaines. Le 9 juin 2017, Guy Novès annonce la nouvelle liste Élite :

### 2018-2019: Nouvelle convention FFR - LNR
En 2018, une nouvelle convention est signée entre la FFR et la LNR. Elle reprend quasiment les mêmes règles que l'avenant signé l'année précédente. Quarante joueurs de la liste XV de France bénéficient toujours d'une intersaison de dix semaines sans match. Avant chaque saison, un groupe de vingt jeunes à fort potentiel sera également annoncé et fera aussi l'objet d'un suivi concerté entre le staff des Bleus et leurs clubs. Le 30 mai 2018, Jacques Brunel annonce les deux listes de joueurs :